# Nicolás Torres
Nicolás Emanuel Torres (Concepción del Uruguay, 10 ottobre 1983) è un ex calciatore argentino, di ruolo centrocampista.